# Abbaye de Strata Marcella
L'abbaye de Strata Marcella (en gallois Ystrad Marchell) est une ancienne abbaye cistercienne située dans la vallée de Marchell (en), qui correspond au cours supérieur de la Severn au Pays de Galles.
Fondée en 1170 à l'initiative de Owain Cyfeiliog, elle est fermée en 1536 lors de la dissolution des monastères et totalement ruinée. Il n'en reste qu'une plaque commémorative.

## Histoire

### Fondation
En 1170, Owain Cyfeiliog, prince du Powys, invite les moines de l'abbaye de Whitland à venir s'établir sur les bords de la Severn. Les moines construisent une première communauté, puis choisissent, au bout de deux années seulement, de déménager pour s'établir dans un autre site proche mais mieux adapté à leurs besoins. Le prince, devenu vieux, prend l'habit monastique et termine sa vie comme moine dans l'abbaye qu'il a fondée.

### Moyen Âge
Le fils d'Owain, Gwenwynwyn ap Owain, poursuit la politique paternelle de soutien à l'abbaye et dote richement Strata Marcella. C'est également le cas de son petit-fils Gruffydd ap Gwenwynwyn, qui se fait également moine lors d'une maladie, dont toutefois il guérit pendant son séjour monastique ; l'abbaye dans laquelle il choisit de se cloîtrer n'est pas citée dans les chroniques anciennes, mais il est généralement estimé qu'il s'agit de Strata Marcella.
En 1201, l'abbaye s'est suffisamment développée pour fonder à son tour une abbaye-fille, celle de Valle Crucis, toujours au Pays de Galles.
L'abbaye vit également des temps plus difficiles au Moyen Âge. Dès 1190, l'abbé Enoc brise son vœu de chasteté avec une religieuse et doit quitter la vie monastique. Surtout, la conquête du pays de Galles par Édouard Ier, à la fin du XIIIe siècle implique de nombreuses déprédations et destructions pour l'abbaye, qui s'appauvrit considérablement.
Au début du XIVe siècle, John Charlton (en), premier baron Charlton (en), impose à l'abbaye des moines anglais, alors que la communauté est jusque-là exclusivement galloise ; il invoque pour cela la très forte diminution de la taille de la communauté, qui ne compte plus que huit moines, alors que selon lui elle en avait accueilli jusqu'à soixante par le passé. Il disperse les moines de Strata Marcella dans divers établissements d'Angleterre et brise la filiation de Strata Marcella en la plaçant, non plus sous le contrôle de l'abbaye galloise de Whitland, mais sous celui de l'abbaye anglaise de Buildwas.

### Fermeture
L'abbaye est fermée comme tous les établissements monastiques britanniques lors de la dissolution des monastères. Étant extrêmement pauvre et très peu peuplée avec seulement quatre résidents un revenu annuel de 64 livres, Strata Marcella fait partie des tout premiers monastères cisterciens contraint à la fermeture.